# 阿里尔2号

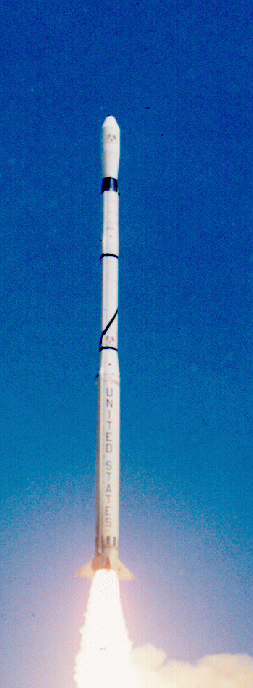
阿里尔2号发射

阿里尔2号（Ariel 2），也称之为UK-C，是英国发射的一个航天人造卫星。该发射隶属于阿里尔项目，并由英国科学与工程研究委员会运作。该人造卫星由美国西屋公司制造，负重68公斤（150磅）。1964年，它是第一艘被使用于射电天文学运作的人造卫星。
阿里尔2号由美国国家航空航天局使用侦察兵X-3号发射成功，1964年3月27日由瓦罗普斯飞行研究所3号发射台发射成功。1964年11月终结人物，并在11月18日解体。